# برايان تشارلتون
برايان تشارلتون هو سياسي كندي، ولد في 22 مايو 1947 في هاميلتون في كندا. حزبياً، نشط في الحرب الديمقراطي الجديد لأونتاريو. وقد انتخب عضو برلمان مقاطعة أونتاريو.